# Andrea Capella

Andrea Capella, né le 27 octobre 1978 à La Spezia, est un joueur professionnel de squash représentant l'Italie. Il atteint, en décembre 2010, la 135e place mondiale sur le circuit international, son meilleur classement. Il est champion d'Italie en 2002 et 2003.  

## Palmarès

### Titres
- Championnats d'Italie :  2 titres (2002, 2003)